# Ostryocarpus
Genre
Ostryocarpus est un genre de plantes à fleurs dicotylédones de la famille des Fabaceae, sous-famille des Faboideae, originaire de l'Afrique tropicale, qui compte deux espèces acceptées.

## Liste d'espèces
Selon The Plant List (6 octobre 2018) :
- Ostryocarpus riparius Hook.f.
- Ostryocarpus zenkerianus (Harms) Dunn